# Luz Mariana Castro
Luz Mariana Castro (* 23. Januar 1997) ist eine mexikanische Leichtathletin, die sich auf den Speerwurf spezialisiert hat.

## Sportliche Laufbahn
Erste internationale Erfahrungen sammelte Luz Mariana Castro im Jahr 2013, als sie bei den Jugendweltmeisterschaften in Donezk mit einer Weite von 48,34 m in der Qualifikationsrunde ausschied. Im Jahr darauf siegte sie mit 52,05 m bei den U18-CAC-Meisterschaften in Morelia und 2015 gelangte sie bei den Panamerikanischen Juniorenmeisterschaften in Edmonton mit 46,88 m auf den achten Platz. 2016 schied sie bei den U20-Weltmeisterschaften in Bydgoszcz mit 50,19 m in der Qualifikationsrunde aus und 2019 gewann sie bei den U23-NACAC-Meisterschaften in Santiago de Querétaro mit 53,56 m die Bronzemedaille hinter den US-Amerikanerinnen Kylee Carter und Jenna Gray. 2023 gewann sie bei den Zentralamerika- und Karibikspielen in San Salvador mit 57,50 m die Bronzemedaille hinter den Kolumbianerinnen Flor Ruíz und María Lucelly Murillo. Anschließend gelangte sie bei den Panamerikanischen Spielen in Santiago de Chile mit 56,29 m auf den siebten Platz. Im Jahr darauf belegte sie bei den Ibero-Amerikanischen Meisterschaften in Cuiabá mit 54,42 m den fünften Platz.
In den Jahren von 2017 bis 2019 sowie von 2021 bis 2023 wurde Castro mexikanische Meisterin im Speerwurf.